# Sieben Schmerzen Mariens (Uckendorf)

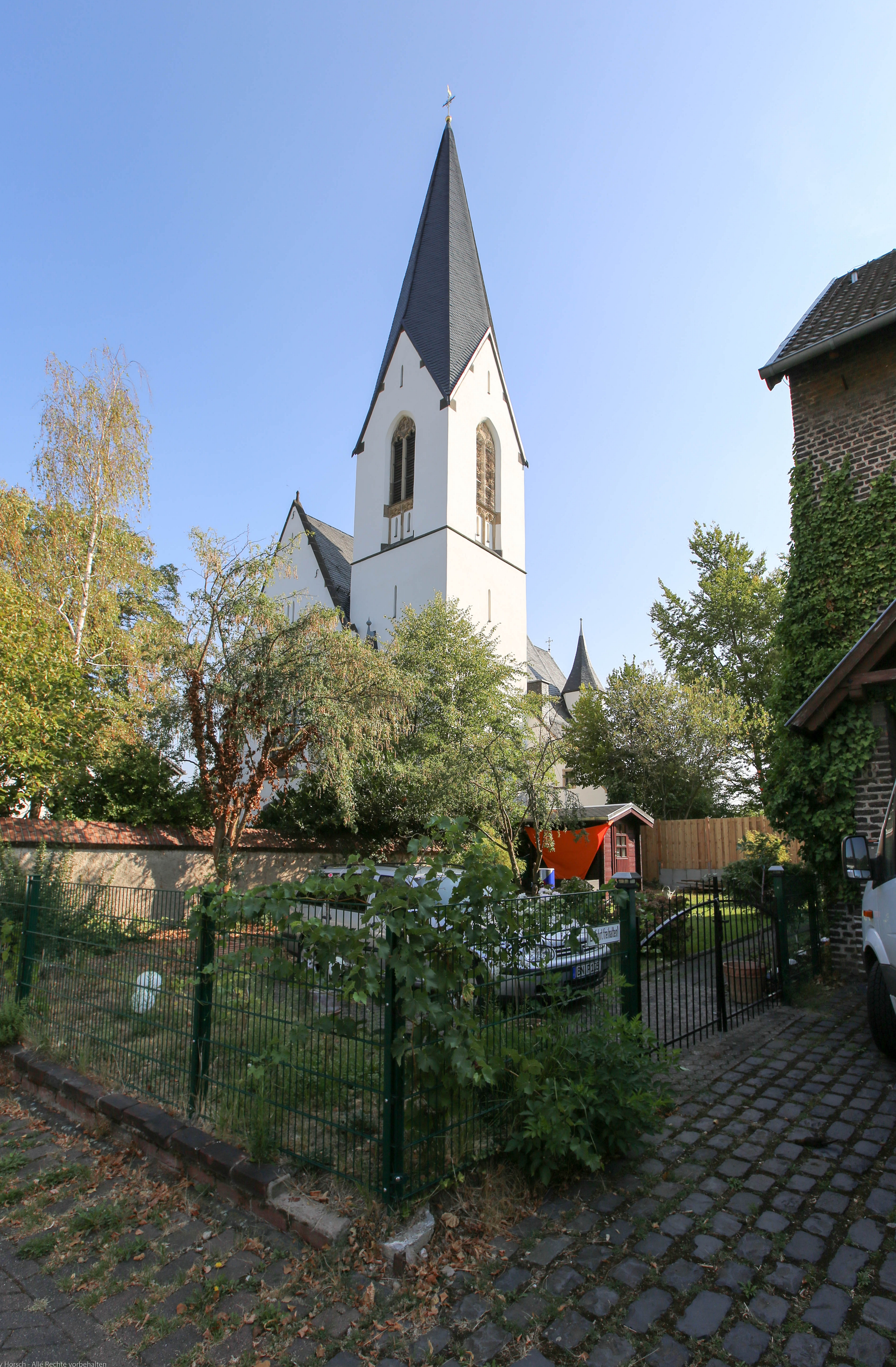
Pfarrkirche Sieben Schmerzen Mariens, am Kirchweg 12

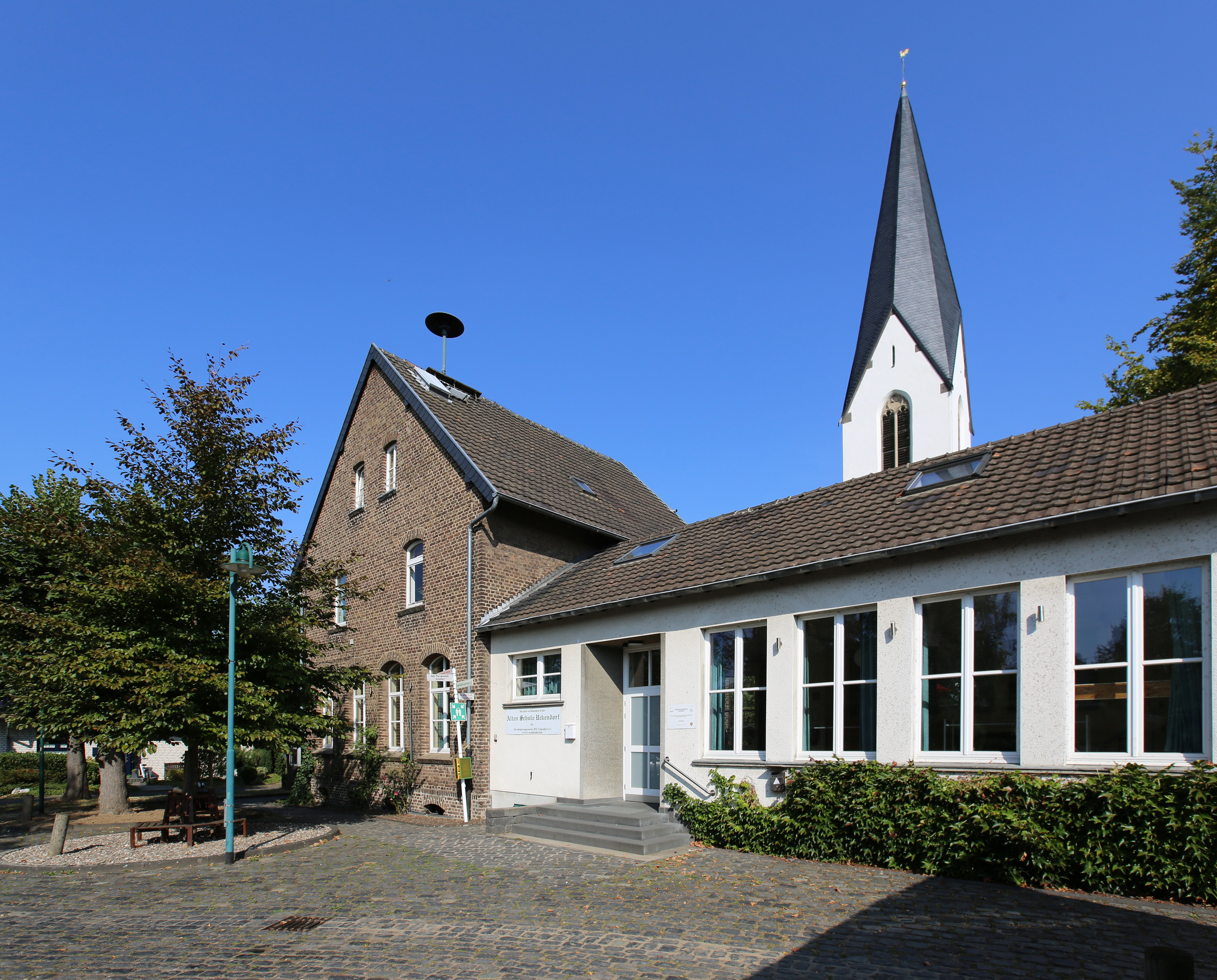
Gemeindezentrum vor dem Kirchengelände

Die Katholische Rektoratskirche Sieben Schmerzen Mariens in Uckendorf ist ein in den Jahren 1908 bis 1909 im Stil der Neugotik entstandenes Kirchenbauwerk. Der Neubau wurde von der damaligen Kirchengemeinde der Ortschaft Uckendorf finanziert und realisiert. Die Kirche des kleinen Ortes befindet sich im heutigen Stadtteil Uckendorf der Stadt Niederkassel im nordrhein-westfälischen Rhein-Sieg-Kreis. Sie wurde nach Entwürfen des Architekten und Kölner Dombaumeisters Bernhard Hertel errichtet. Kirche und Kirchengemeinde unterstanden anfänglich der Mutterpfarrei St. Matthäus in Niederkassel. Nach ihrer Konsekration im Juni 1910 erlangte sie in der weiteren ersten Hälfte des 20. Jahrhunderts schrittweise die völlige Selbstständigkeit und hat heute den Status einer Quasipfarrei.

## Vorgeschichte

### Hochmittelalter und Kurkölnische Zeit
Mit dem Entstehen erster Gutshöfe – in Stockem 1003, 1143 ein Hof des Bonner Cassiusstiftes – erschien erstmals in einer Urkunde der Name des Ortes Uckendorf. Nachdem in der Gemarkung ab dem 14. Jahrhundert weitere Hofanlagen entstanden waren, erbauten im Umfeld dieser Großgüter Tagelöhner und Kleingewerbetreibende ihre kleinen bescheidenen Häuser (Katen), die sich an der vorerst einzigen, dort vorbeiführenden, den Rheinbogen schneidenden, ehemaligen Heerstraße, der späteren Dorfstraße und heutigen Eschmarer Straße, aneinander reihten. Diese damalige Fernstraße war nicht nur ein geradliniger Handelsweg, sondern wurde auch militärisch von Truppenbewegungen jeder Couleur genutzt und setzte so den kleinen Ort der Willkür der jeweiligen Soldateska aus.
Trotz ständiger kriegerischer Auseinandersetzungen, unter denen teilweise auch die Regionen im häufig involvierten Kurköln zu leiden hatten, gaben die betroffenen Bewohner der Orte und Weiler nie auf und errichteten ihre zerstörten Häuser oder Hofstätten aufs Neue. So auch als im Truchsessischen Krieg (1583 bis 1588) das am alten Heerweg gelegene Uckendorf von spanischen Truppen niedergebrannt wurde. Die optimistischen Bürger Uckendorfs bauten auch nach einem weiteren Krieg, dem 1714 beendeten spanischen Erbfolgekrieg ihr Dorf wieder auf und errichteten ihrer Gemeinde (bestehend aus etwa 100 Personen, im Okt. 218 = 452 kath.) im Jahr 1719 ein kleines Gotteshaus.

### Kapelle zur Schmerzhaften Mutter

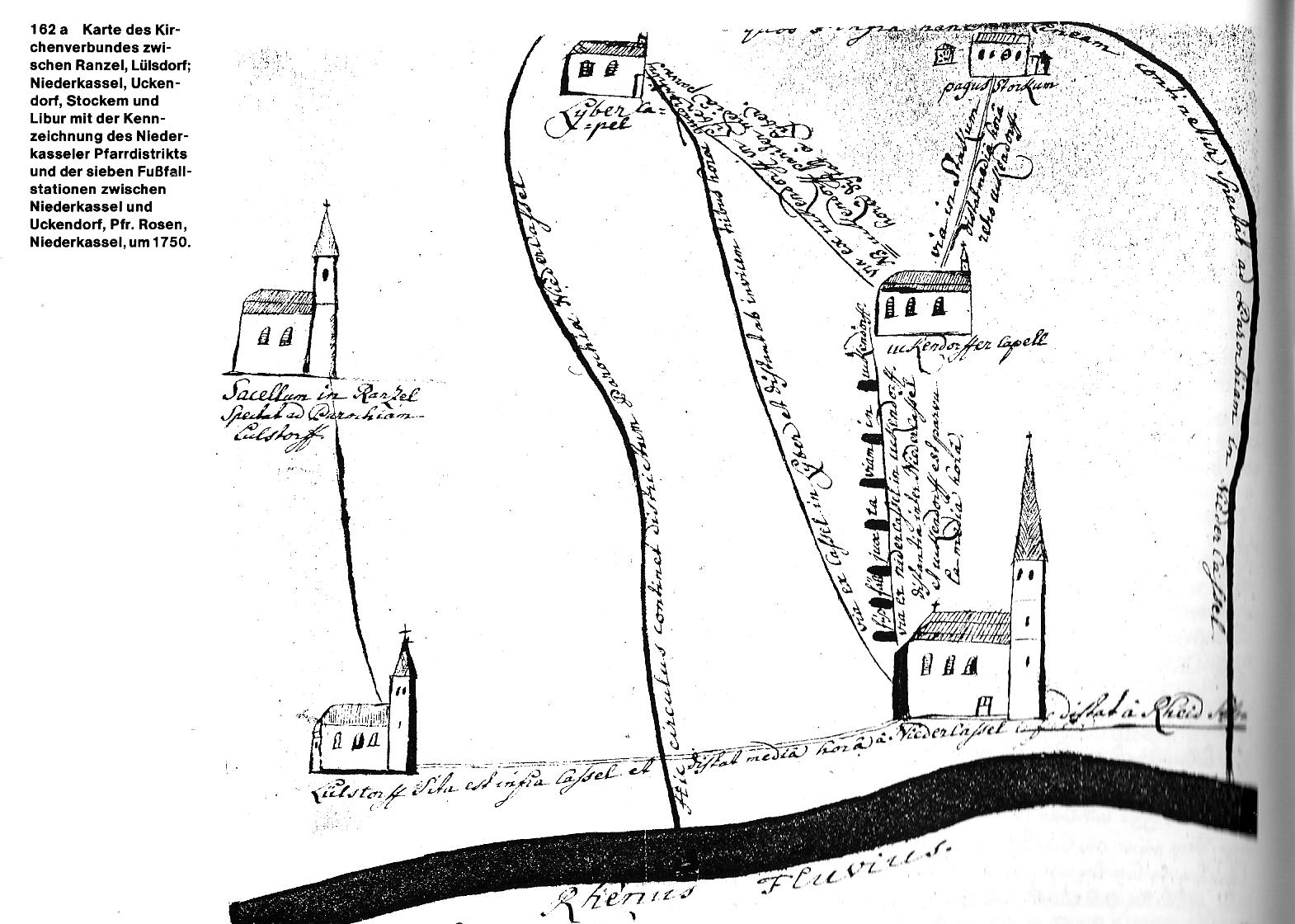
Karte des Kapellenumfelds um 1750

Nachdem 1689 das Bonner Kloster der Kapuziner zerstört wurde, flüchteten die Klosterbrüder in benachbarte Regionen. 1712 sollen Kapuziner in Uckendorf eine Kapelle errichtet haben. Wahrscheinlich hatten die Mönche den Ort verlassen, sodass die Eingesessenen des Dorfes ihrem Wunsch nach einem eigenen Gotteshaus nachkamen, indem sie den herrenlosen Bau umwandelten oder erweiterten. Den Bau zu einer größeren Kapelle realisierten sie vermutlich in Eigenleistung und anfallende Baukosten kamen durch Messstiftungen, Spenden und Eigenmittel zusammen. Die durch handwerkliche Eigenleistungen in ihrer Höhe gemilderten Kosten währen ansonsten nicht aufzubringen gewesen.
Das kleine Gotteshaus sollte betagten Alten, Kranken und Müttern mit Kleinkindern der damaligen Kirchengemeinde ermöglichen, dem gebotenen Gottesdienst an Sonn- und Feiertagen vor Ort beizuwohnen, und sollte ihnen zudem einen Fußmarsch bei allen Wetterlagen ersparen, um zu ihrer Pfarrkirche St. Matthäus in Niederkassel zu gelangen.
Den Wünschen und Plänen der Uckendorfer folgten die Gründung einer eigenen Kapellengemeinde und der Bau einer zugehörigen Kapelle, der von „hoher geistlicher Obrigkeit“ genehmigt wurde. Dass dies gelang, war in Anbetracht der wirtschaftlichen Verhältnisse zu Beginn des 18. Jahrhunderts keine Alltäglichkeit. Die Details der Vorgänge wurden in einer Urkunde des Uckendorfer Pfarrarchivs als mühsames Unterfangen, aber auch als anerkennenswerte Leistung der Gemeinde geschildert. Dem Text der überlieferten Stiftungs-/Genehmigungsurkunde zum Bau des kleinen Gotteshauses war zu entnehmen, dass die „Capell, mit drey Altären, zweyen Klocken und nötigen Paramenten versehen“, ausgestattet worden war. In diesem Kirchlein fand dann trotz seiner bescheidenen Größe ein Jahrzehnt lang, von 1720–1730 eine tägliche Frühmessfeier statt.

#### Unterhaltsformen der Gründung
Schon bald gewann die Kapellengemeinde die Einsicht, dass allein der Bau der Kapelle nicht ausreichte, ihre Gründung dauerhaft bestehen zu lassen. Die wenigen Messstiftungen aus Vermächtnissen verstorbener Gönner waren nicht ausreichend, einen kontinuierlichen Betrieb (Messen, Christenlehre) zu gewährleisten. Daher sah sich die kleine Gemeinde gezwungen, das Lesen einer regelmäßig abgehaltenen Frühmesse aus Mangel einer beständigen Stiftung im Jahr 1730 einzustellen.
In dieser Stagnation verstrichen über 40 Jahre. Hilfe kam durch den aus Kriegsdorf stammenden Mendener Pastor Peter Geilen (auch Gehlen). Dieser stiftete am 10. März 1773 mit seiner Hinterlassenschaft ein Benefizium durch ein hinterlassenes Kapital von 906 Reichstalern, einer Summe, die jährlich 36 Reichstaler Rente erbrachte. Da dies noch unzureichend war, den Unterhalt eines Benefiziaten sicherzustellen, sammelten die Uckendorfer unter den Eingesessenen. Dies waren damals etwa 34 Haushaltungen und eine größere Anzahl der Insassen verschiedener Höfe. Eine Kollekte erbrachte eine Summe von 505 Reichsthalern und damit weitere 20 Reichstaler jährlich. Überdies verpflichteten sich die Uckendorfer zur Beschaffung von Paramenten, Wachs, Licht, Hostien etc. und erbauten dem Benefiziaten in Kombination mit einem Schulgebäude eine Wohnstätte. Als Kollator dieser Pfründe wurden die Nachfahren des Stifters Jacob Geilen aus Kriegsdorf bestimmt und im Fall ihres Aussterbens sollte die Uckendorfer Gemeinde treten. Erster Benefiziat und Frühmesser wurde der junge Vikar Peter Josef Gehlen, Sohn des Verstorbenen Stifters, der zugleich die Verpflichtung übernommen hatte, an Sonn- und Feiertagen dafür Sorge zu tragen, dass eine Messe gelesen, die Kinder unterrichtet wurden und bei Bedarf der Niederkasseler Pastor zur Entlastung in der Seelsorge unterstützt wurde.

#### Beschreibung der Kapelle
Die Kapelle war ein schlichter kleiner Saalbau, dem an seiner Nordseite eine kleine Gerkammer angefügt worden war. Die Ostseite schloss unter dem dort gewalmten Dach mit einem dreiseitigen Chor, und die Seitenwände erhielten kleine Fenster, die in späterer Zeit spitzbogig gestaltet wurden. Das Satteldach hatte eine (nach einer Abbildung von 1719) Gaube erhalten und auf dem Westende zierte ein einfacher einseitiger Dachreiter die Kapelle, dessen Glockenstube Schallschlitze erhalten hatte und einen Spitzhelm trug. Der damalige Türsturz  – heute denkmalgeschützt – ist in der Außenwand eines Uckendorfer Privathauses erhalten. Er bestand aus einem grobgearbeiteten Muttergottesrelief, dessen Inschrift die Entstehungsdaten der Kapelle belegen. Da Stürze und Bogenfenster eingearbeitet waren, dürfte auch die kleine Kapelle aus Backstein und nicht als Fachwerkbau errichtet worden sein.
Der Text über dem damaligen Kapelleneingang lautet:

„ANNO 171 9, DEN 24. APRIL IST DIESES GOTTES-

HAVS GEBAVET WORTEN ZU EHREN DER

SCHMERZHAFTE MUTER GOTES.

DER IHR THINER WIL SEIN DER GEBE EIN GERINGES HIR EIN“

## Heimischer Ziegel für den Kirchbau im Pfarrbezirk

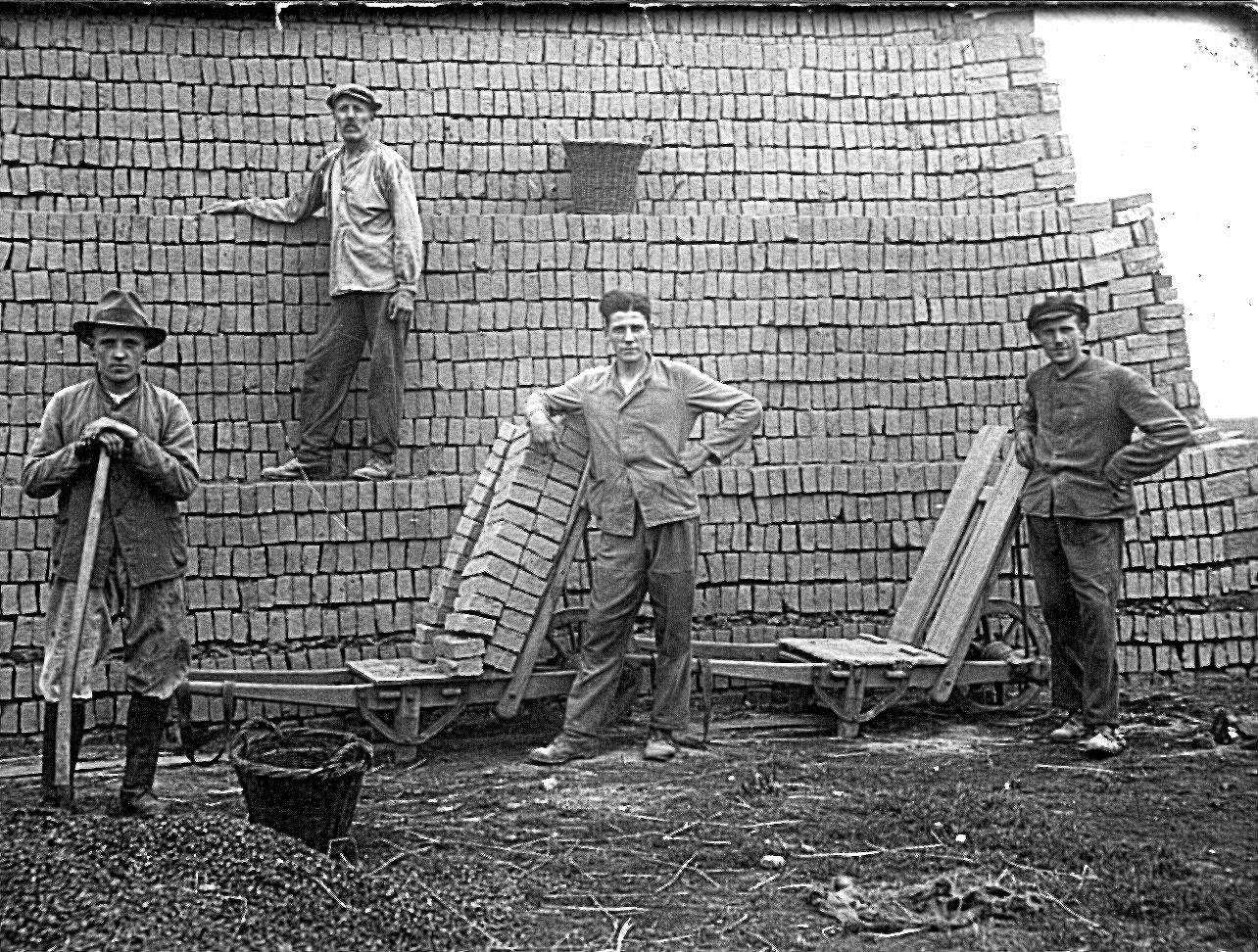
Backstein-Kohlemeiler im Niederkasseler Feld 1915

Einige der angeführten Kirchen hatten nur kleine Kapellenbauten als Vorgängerinnen, deren Raum aufgrund der rapide anwachsenden Einwohnerzahlen nicht mehr ausreichte. Die dann entstehenden Bauwerke wurden der Zeit entsprechend aus Backstein errichtet, der häufig vor Ort als Feldbrand hergestellt werden konnte. Bereits in einem Weistum des 15. Jahrhunderts ist explizit für Mondorf geregelt, dass der Grundherr nicht nur der Kirche gegenüber die Baupflicht für das Kirchenschiff hatte, es oblag ihm auch, eine Lehmgrube zu stellen. Das aus diesem gewonnene Rohmaterial wurde zum heimischen Ziegelstein, der das Baumaterial der in der Mitte des 19. Jahrhunderts entstehenden Pfarrkirche wurde. So ist auch überliefert, dass die Lehmgrube für die Steine der Lülsdorfer Kirche unter dem Gelände des dortigen Friedhofes zu suchen ist. Die von dem Autor Brodeßer erwähnten Lehmgruben nahe dem Weiler Stockem lieferten den Baustoff, mit dem laut Überlieferung – von Einheimischen oder wandernden „Ziegelbäckern“ – vor Ort Feldbrandziegel hergestellt wurden. Brodeßer merkt an, dass zum Ende des letzten Jahrhunderts noch immer die Backsteinhäuser an der Eschmarer Straße dominierten. In diesem Zusammenhang ist belegt, dass das Niederkasseler Familienunternehmen Neff noch bis etwa 1930 Feldbrandziegel herstellte und verkaufte.

### Neubauten im 19. und 20. Jahrhundert
In den Pfarrorten des Bezirks Niederkassel wurden im 19. Jahrhundert zahlreiche kirchliche Neubauten errichtet. Mit der neuen Kirche St. Dionysius begann man in Rheidt bereits 1834, in Lülsdorf erbaute man St. Jakobus 1878, in Niederkassel selbst St. Matthäus bis 1894 und in Mondorf entstand 1896 St. Laurentius.
Den Uckendorfer Neubau ermöglichte eine Stiftung der Familie Clostermann, die das Erbteil ihrer Tochter Agnes in einen Stiftungsfonds einbrachte. Vorgängerin der heutigen Rektoratskirche war auch hier eine 1719 im Ort erbaute kleine Kapelle, die der Mariae dolorosa geweiht wurde.

## Uckendorfer Rektoratskirche
Einhergehend mit dem Bau der neuen Kirche vollzog sich eine schrittweise Trennung von der Niederkasseler Mutterkirche. So übertrug das Erzbischöfliche Generalvikariat Köln im Mai 1909 dem Rektor für den Schulbezirk der beiden Spezialgemeinden Uckendorf/Stockem die Vollmacht, zu taufen, die Kinder zur Erstkommunion zu führen, die Osterkommunion zu spenden und die Brautleute zu trauen. Der 1910 bestallte neue Geistliche bemühte sich um weitere Rechte. Unter ihm erhielt die Kirchengemeinde Uckendorf im Oktober 1912 auch das Recht der Bestattungen, die auf dem Uckendorfer Friedhof stattfanden. 1916 war die Verselbständigung der Gemeinde fast vollzogen, die 1920 mit der Schaffung eines neuen Kirchenbezirks ihren Abschluss fand.

### Eine Akte des Erzbistums
Für den Kirchenbau selbst finden sich – abgesehen von der Benennung des Architekten Hertel – keine weiteren Angaben. Weder eine Skizze des Grundrisses, Maßangaben zu den einzelnen Baukomponenten oder eine Aufstelleng der Gesamtkosten sind erwähnt.

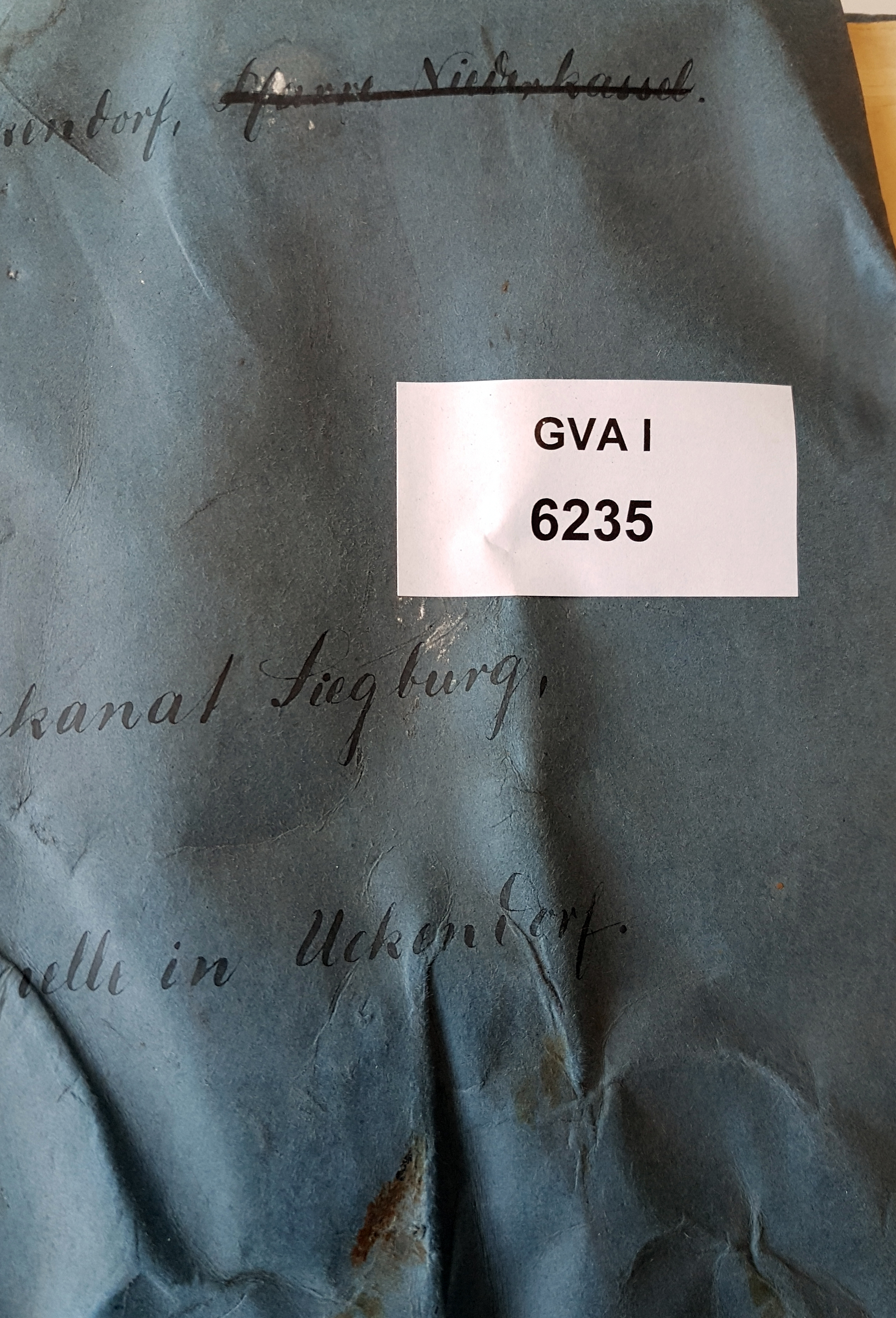
Der Bestand „Kapelle Uckendorf“
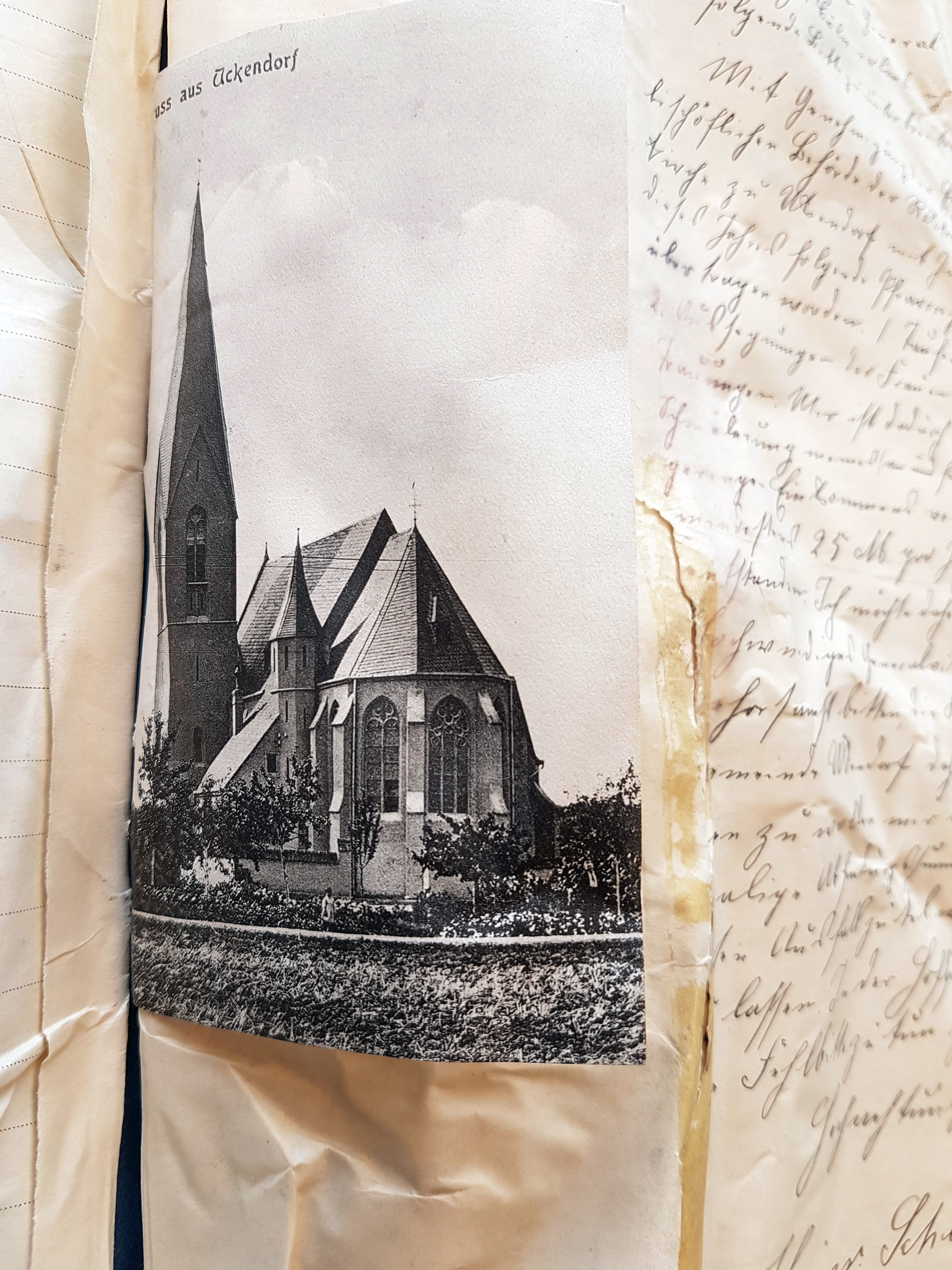
Sieben Schmerzen Mariens um 1913

Auch eine vorhandene Akte im Erzbischöflichen Archiv Köln ist dort trotz des Uckendorfer Kirchenneubaus unter der Bezeichnung „GVAI 6235“ als Kapelle Uckendorf im Dekanat Siegburg geführt. In dem unter der Zeit gelittenen Aktenbündel befindet sich überwiegend  Korrespondenz, jedoch außer einem Kartengruß mit einem Bild der neuen Kirche (abgeheftet unter Schriftstücken des Jahres 1913) kein Hinweis zu Baudetails.

### Beschreibung
Lage
Die 1908/09 erbaute Kirche entstand unweit des Standortes der ehemaligen Kapelle „Mater Dolorosa“ am Anfang des 1925 begradigt ausgebauten Kirchweges. Sie liegt eingefriedet im Dorfkern und ist eines der denkmalgeschützten Bauwerke Uckendorfs.

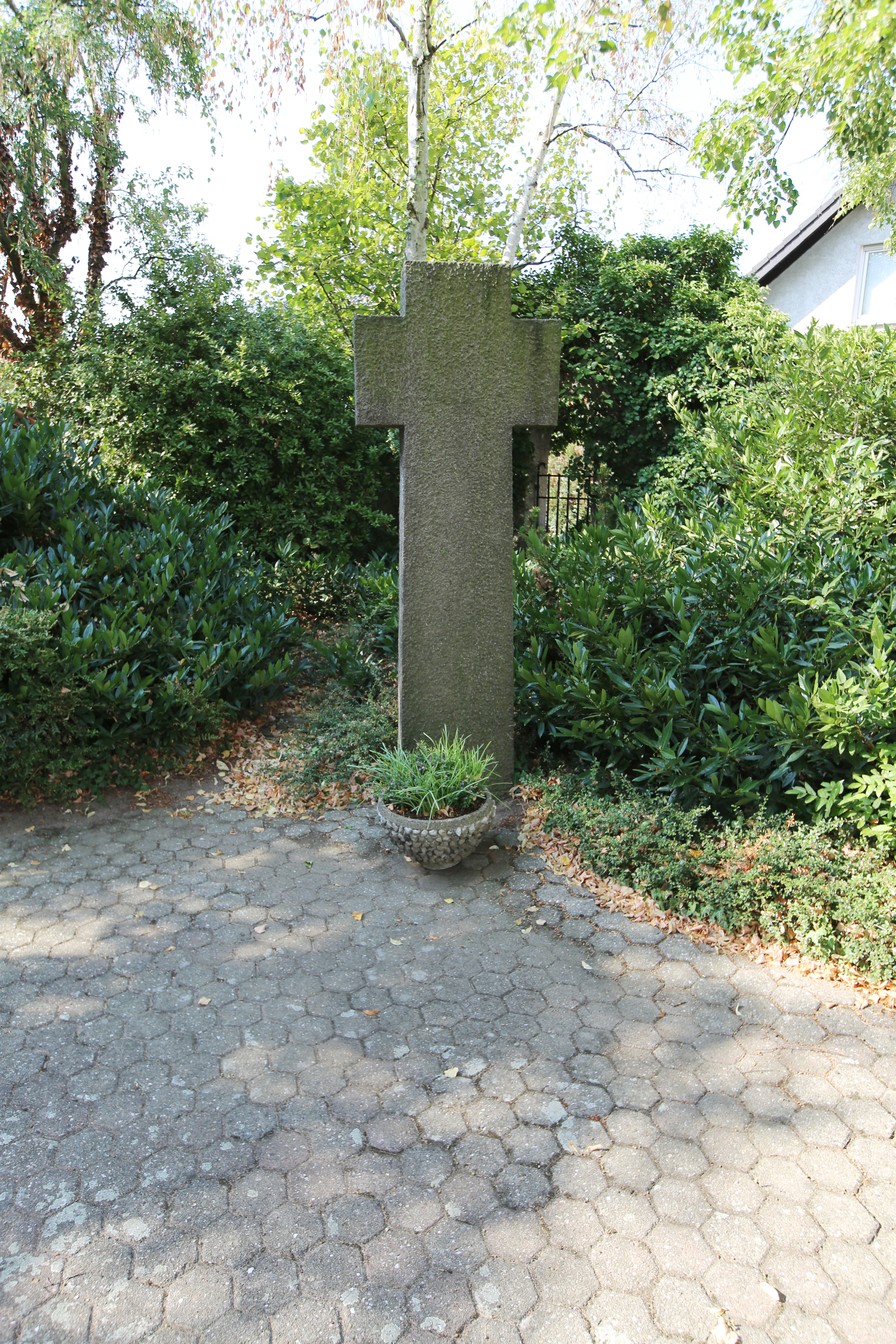
Kirchenvorhof
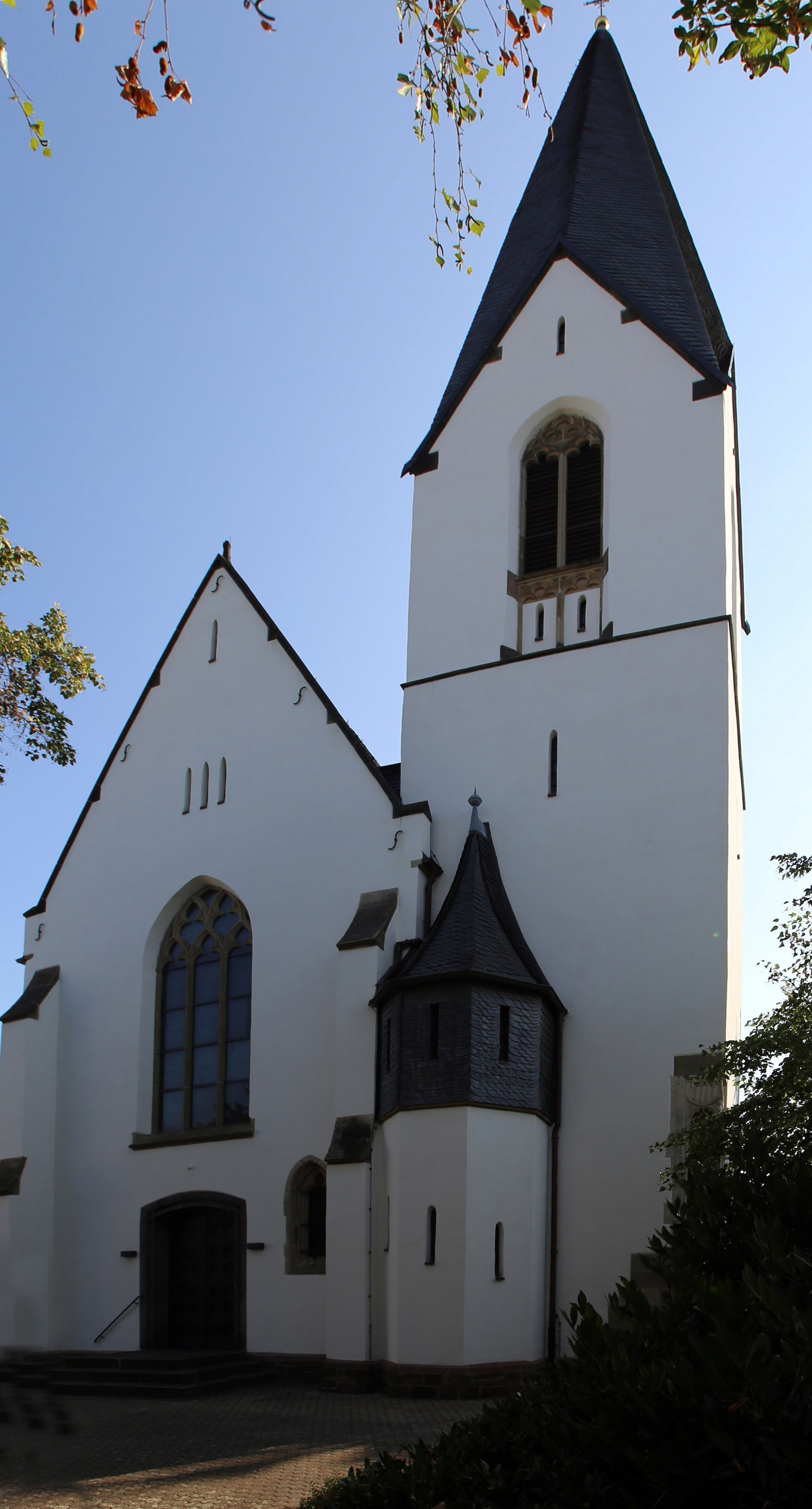
Frontseite
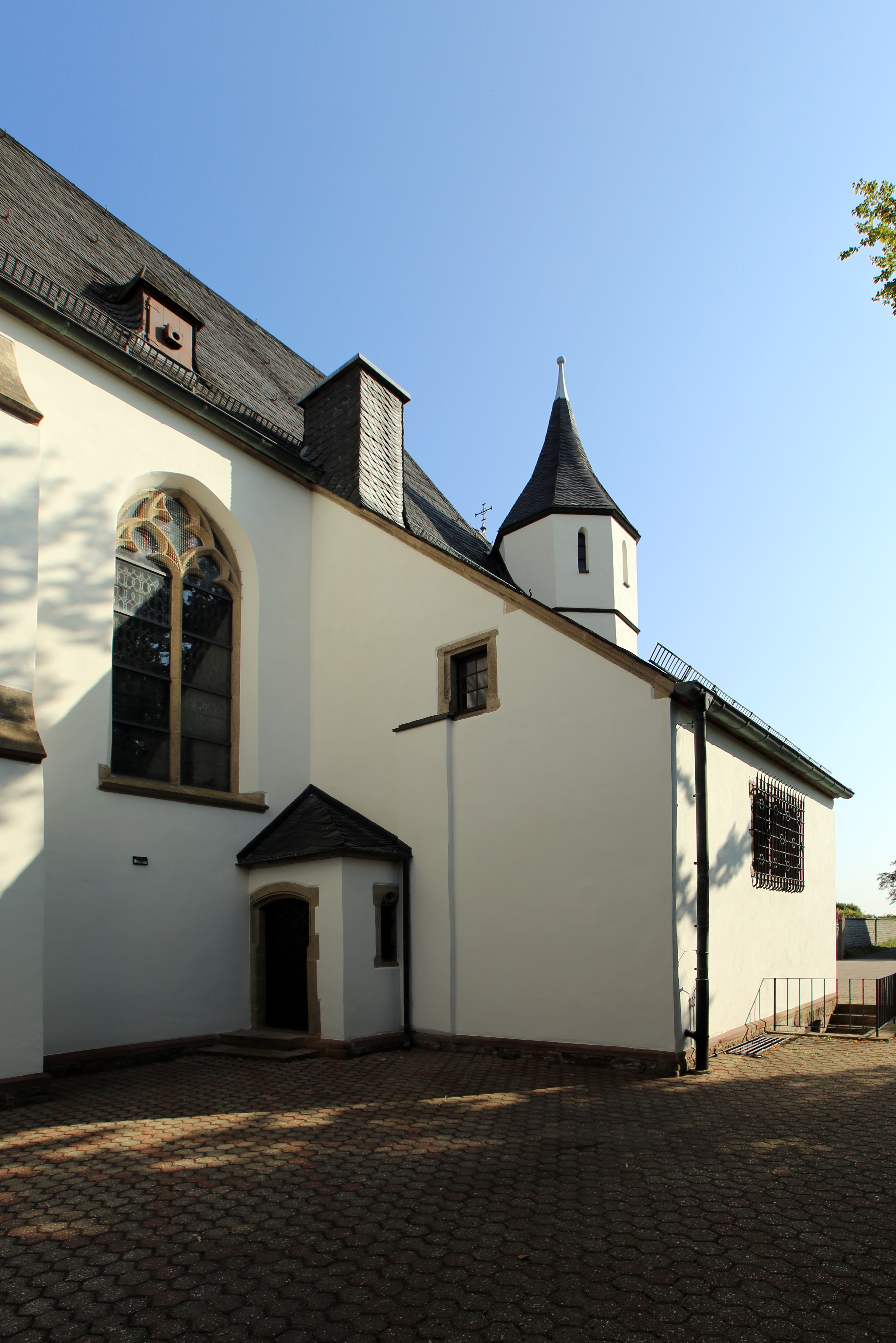
Südseite, Sakristei
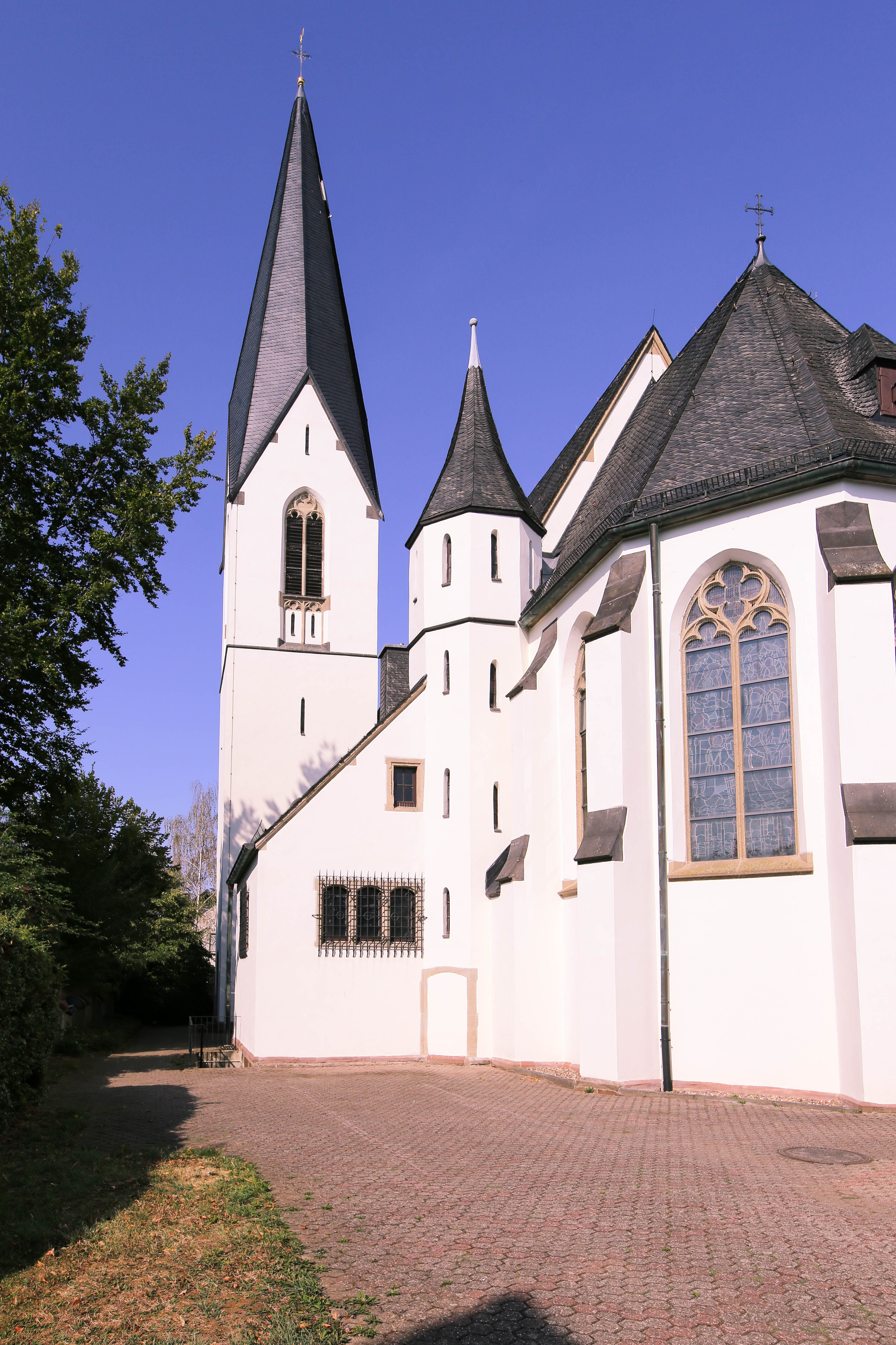
Südostseite
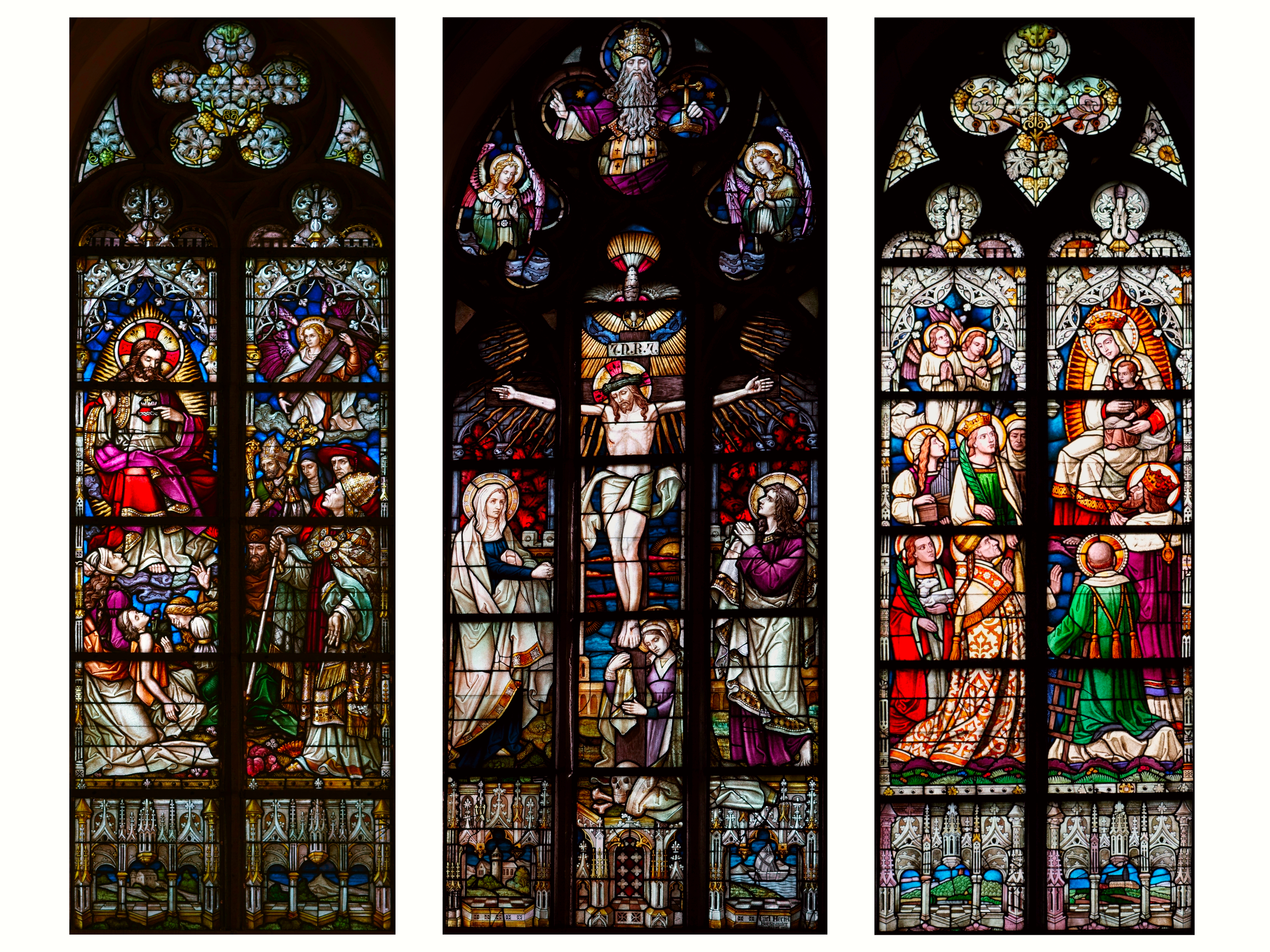
Chorfenster
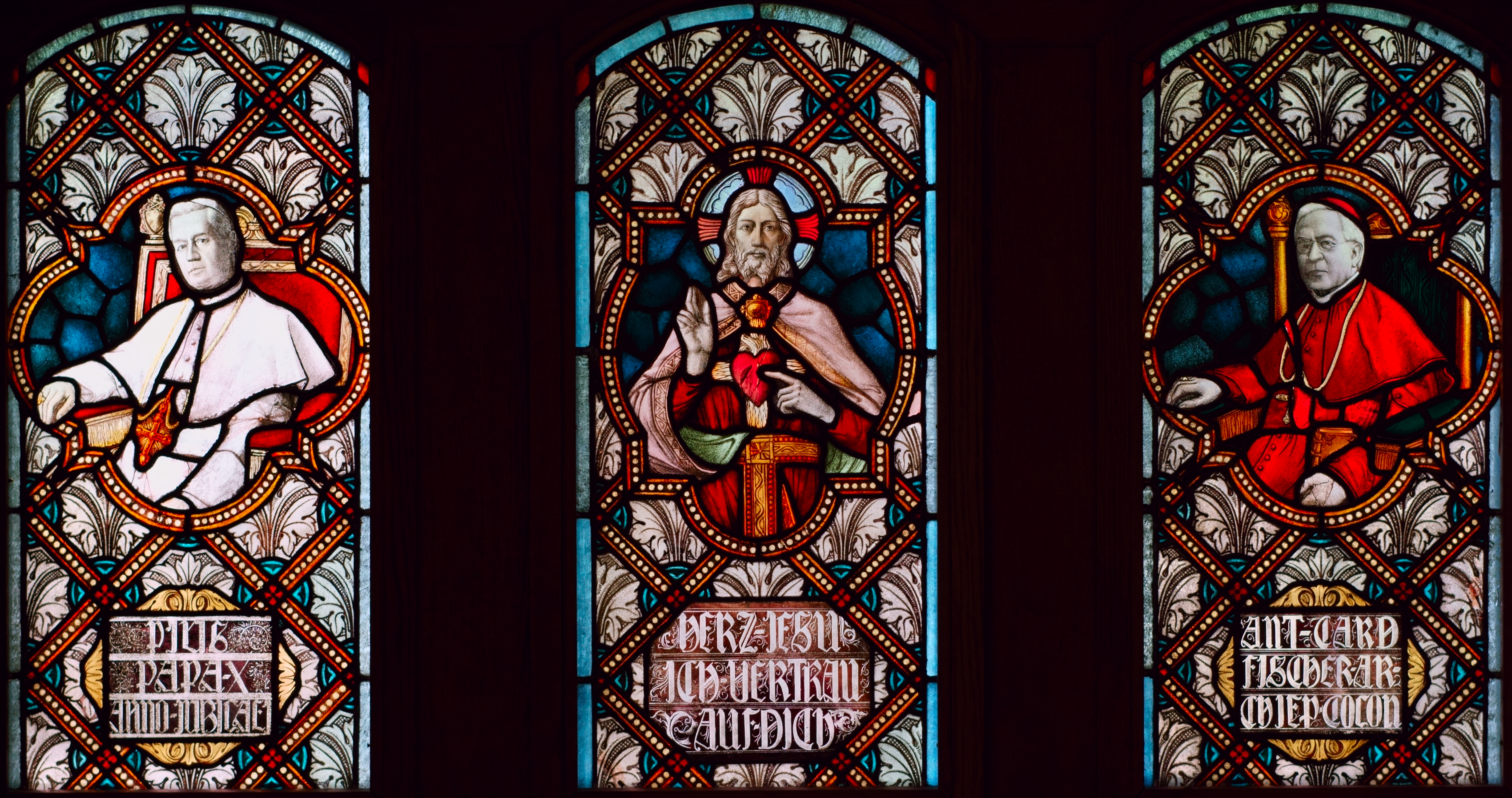
Fenster Sakristei
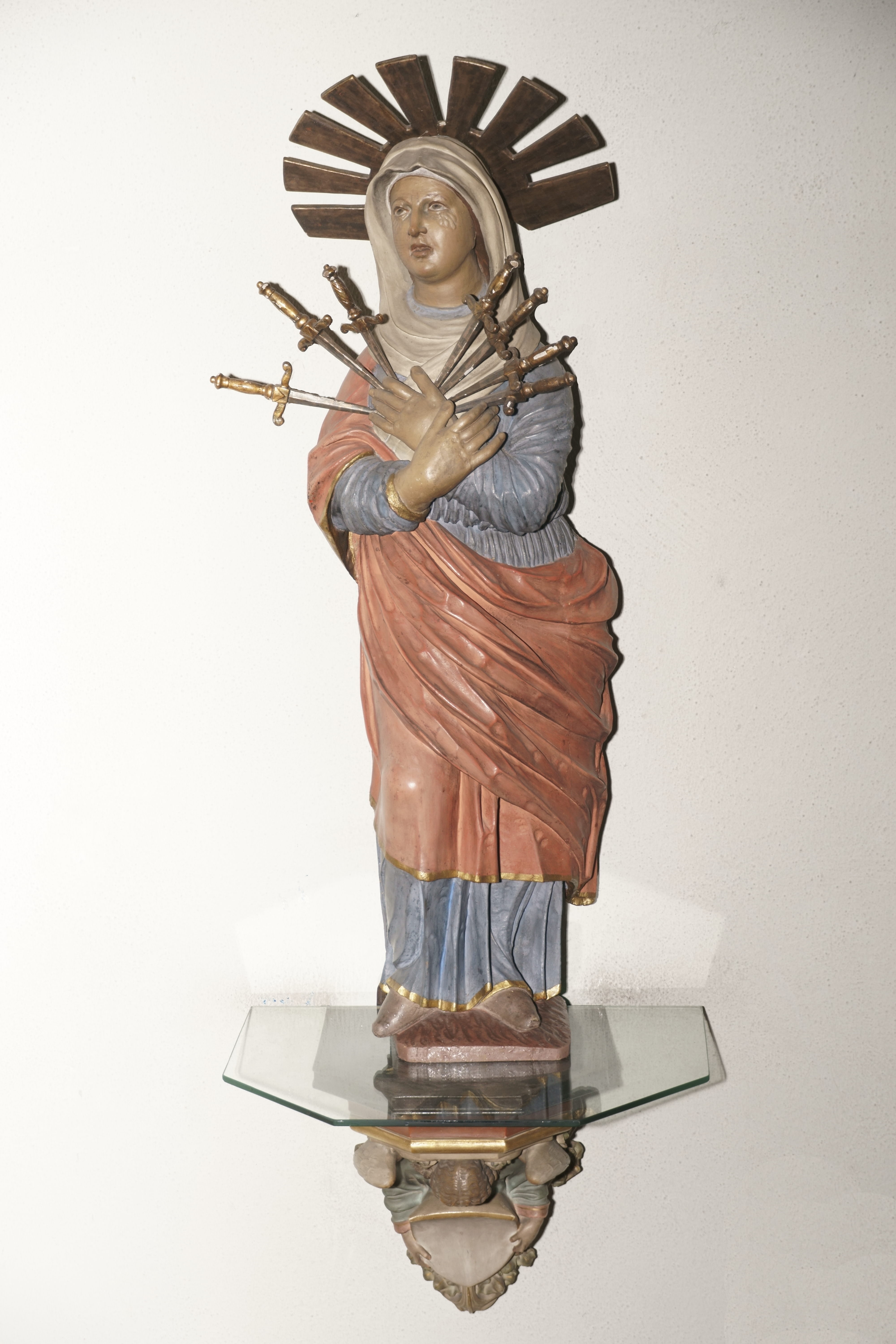
Marienstatue
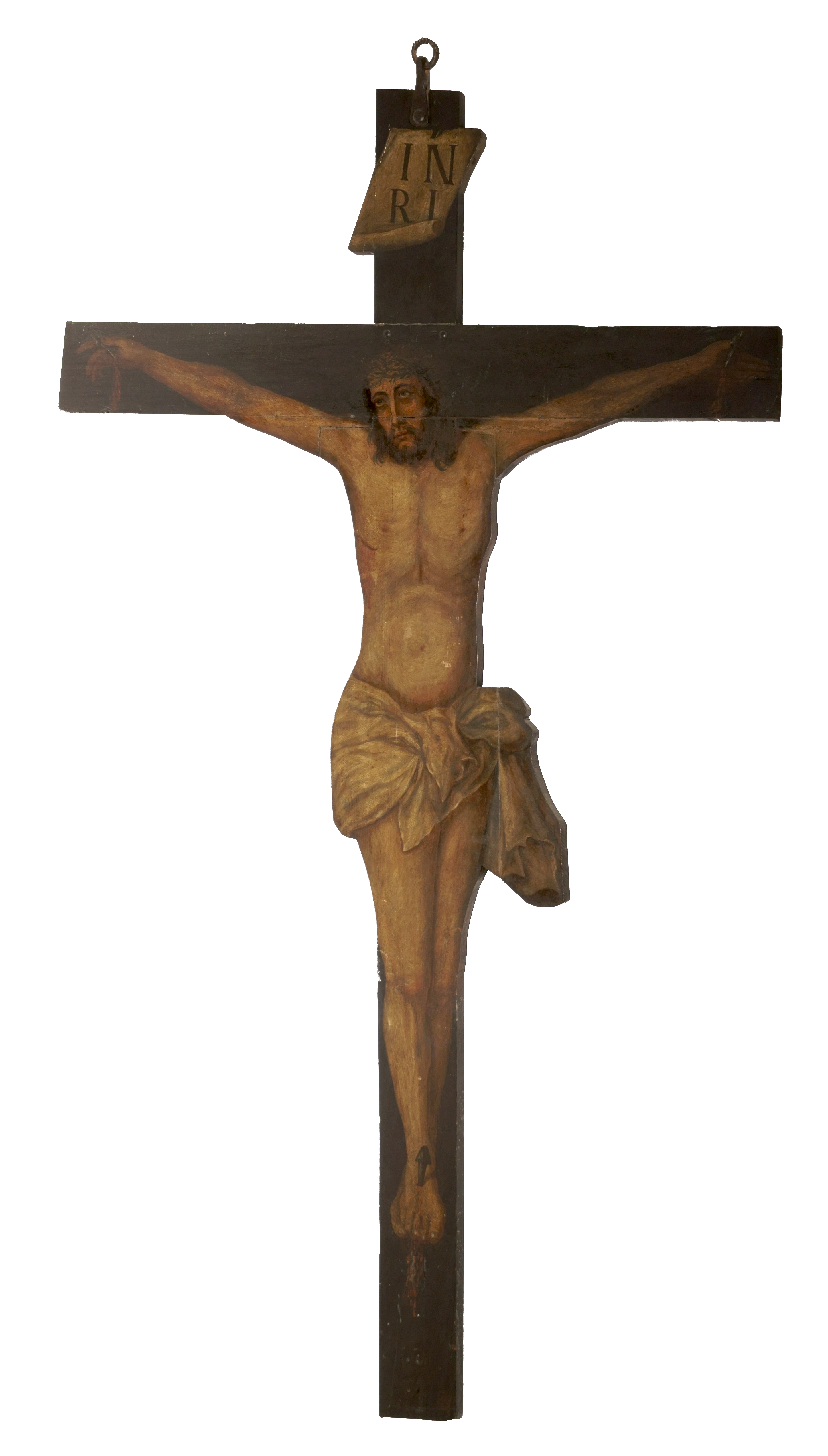
Holzkreuz, gemalter Korpus
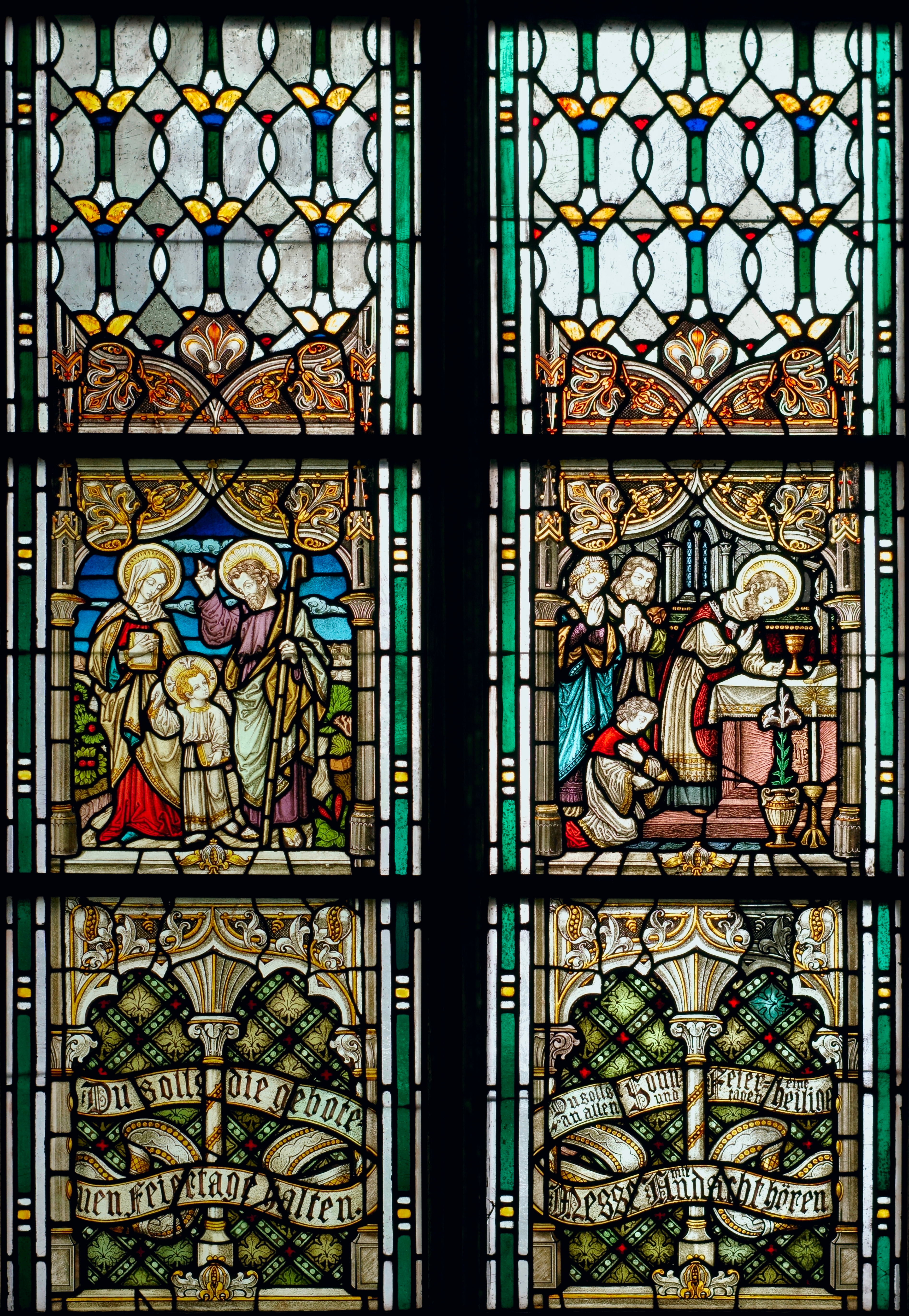
Fenster „Kirchengebote“
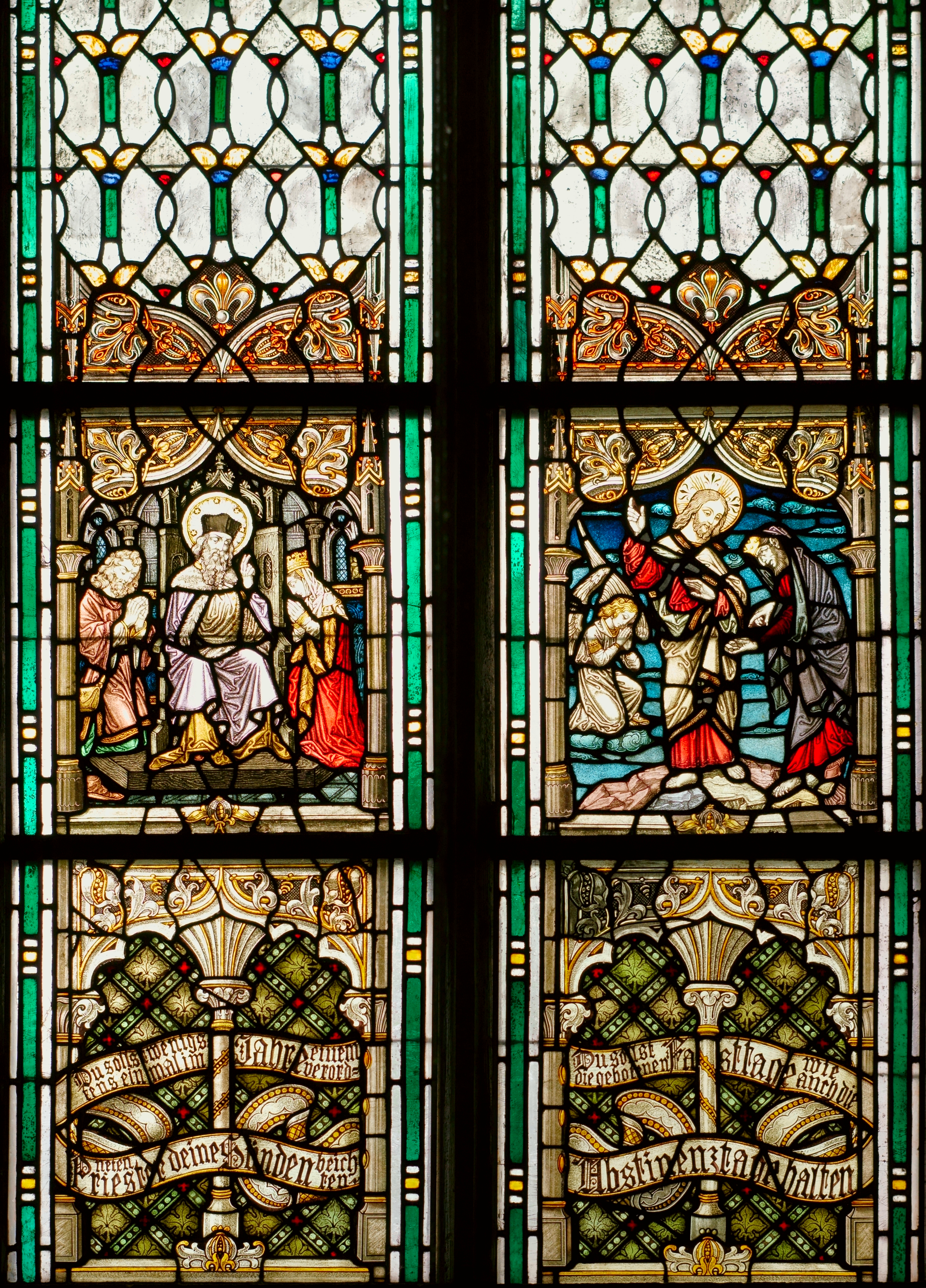
Fenster „Kirchengebote“

Westfassade und Turm
Im Unterschied zu den meisten Gotteshäusern des Pfarrbezirks wurde der Ziegelbau – nach Abbildungen zu urteilen – schon bald mit Putz versehen und hat heute einen hellem Farbanstrich. Der Turm, der dem geosteten Kirchenschiff an der Südwestecke leicht vorgesetzt wurde, dominiert das Erscheinungsbild der Kirche. Sein Glockenturm überragt das insgesamt schiefergedeckte Dach des Kirchenschiffs mit seinem achtseitigen Helm in Höhe des Langhausfirstes. Dieser endet vor dem ein wenig abgestuften, gewalmten Dach des Chores im Osten.

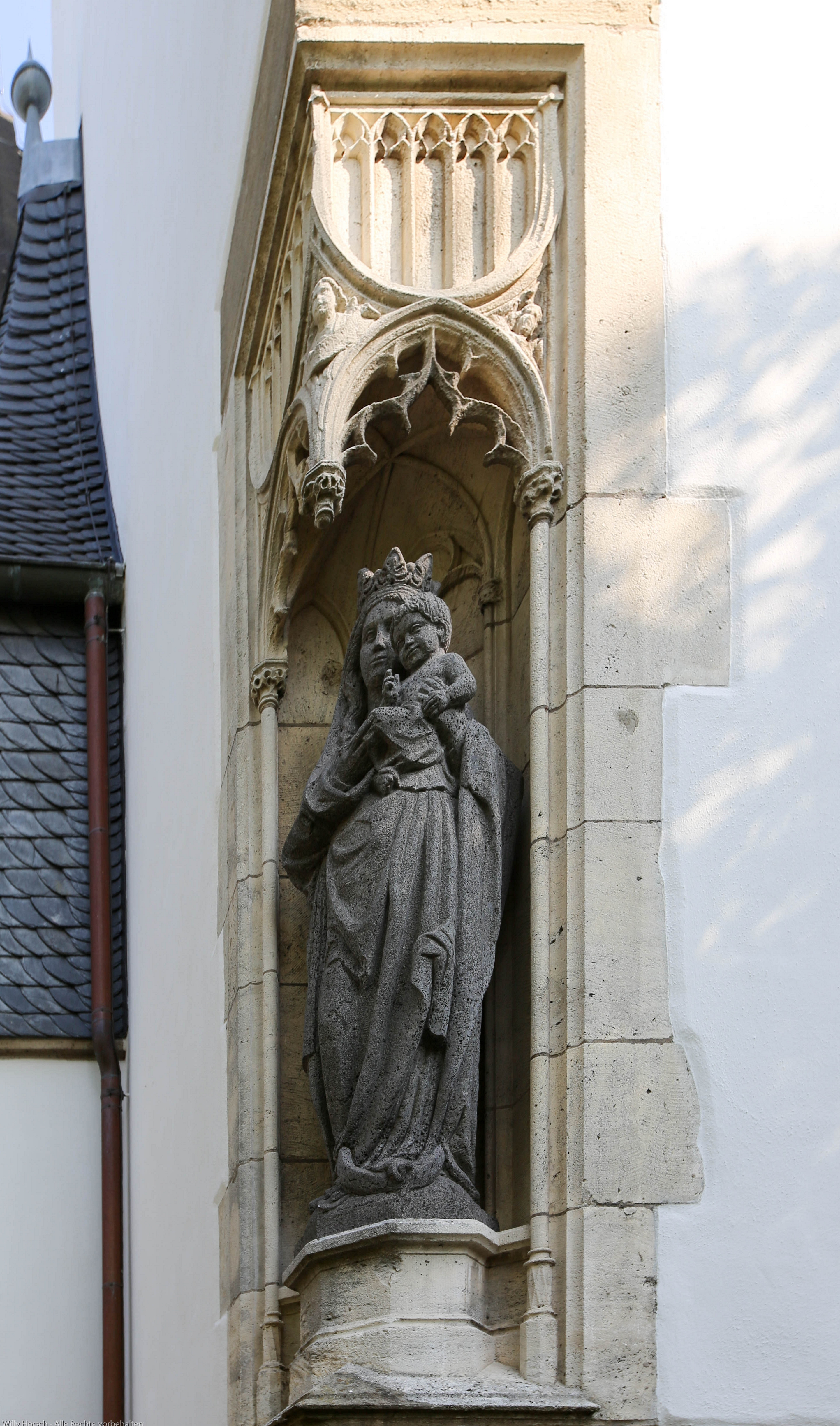
Nachbildung einer Mondsichelmadonna

Die Westfassade erscheint kompakt. Über dem von abgestuften Strebepfeilern flankierten, sehr schlichten Portal befindet sich ein hohes, mit Maßwerk ausgestattetes dreigliedriges Fenster, über dem Lichtschlitze in der Giebelfront eingelassen wurden. Die Maßwerkarbeit sowie die Abdeckplatten der zweistufigen Strebepfeiler sind aus Sandstein gearbeitet. Dem Eingang zur rechten Seite schließt sich ein kleines Fenster und ein eingeschossiger Treppenturm an, der sich dem Kirchturm zur Hälfte anlehnt.
Mit dem Bau der Kirche war dem Turm an der Basis eine baldachingekrönte Ecknische eingefügt worden, die mit einer Steinskulptur versehen wurde. Es war eine Nachbildung einer Mondsichelmadonna in der Art spätgotischer Zeit. Die heutige Kopie – gefertigt in einer Niederkasseler Steinmetz und Bildhauerwerkstatt – ersetzte das im Lauf der Jahre durch Umwelteinflüsse stark geschädigte Original und wurde anlässlich des Kirchenjubiläums von dem Kölner Kardinal Meisner geweiht.
Nord und Südseite
Dem Besucher der Nordseite zeigt sich ein vorspringendes Seitenschiff, das sich jedoch nur über die zwei mittleren Joche des Langhauses erstreckt. Hinzu kommt noch ein kleines Muttergotteschörchen. Die durch mehrere Anbauten hervorgehobene Südseite zwischen Turm und Chor erhielt im Zwickel von Langhaus, Sakristeianbau und Chorannex, der als Fünfachtelschluss angelegt wurde, einen wohl lediglich der Dekoration dienenden runden Turm mit neugotischem Spitzhelm.
Die Fenster der Nord-, Süd- und Ostseite zeigen reich gestaltete Maßwerkarbeit. Sie haben mit den sich dazwischen erhebenden, bis zum Dach reichenden zweistufigen Strebepfeilern, eine gliedernden Funktion des Gesamtbauwerks.

#### Innenarchitektur, Ausstattung
Die hohen neugotischen Maßwerkfenster entfalten an hellen Tagen eine farbenprächtige Leuchtkraft, die Kirchenschiff und Chor mit
Licht durchflutet. Die originalen Fensterausstattungen sind jedoch durch den letzten Weltkrieg überwiegend zerstört worden und nur als Reste in der Verglasung der Südseite vorhanden.
Die Decke des Kirchenschiffes wurde mit einem durchgehenden Netzgewölbe ausgestattet, dessen Gewölberippen auf insgesamt neun Konsolen der Seitenwände ruhen. Eine weitere der Rippen ruht auf einer Säule des auch als Engelchörchen bezeichneten Seitenschiffes. Ursächlich für die Benennung als Engelchörchen sind (nach Brodeßer) offenbar Ikonenmalereien des Honnefer Künstlers Heinrich Schmitt. Seine Darstellungen der Engel geben heute dem Seitenschiff eine eigene Prägung. Dort befinden sich aber auch weitere erwähnenswerte Ausstattungsstücke, so ein kostbares Vortragekreuz, ein neugotischer Taufstein und ein flaches bemaltes hölzernes Kreuz, welches aufgrund seiner Stilelemente möglicherweise dem 16. Jahrhundert entstammt.
Ein einfacher Triumphbogen trennt das Langhaus vom Chor. Dort befinden sich, unter dem ebenfalls durchgehend eingezogenen Netzgewölbe, Tabernakel und Mensa, die zusammen mit Altarkreuz und Ambo, einem Ensemble gleich die traditionelle Chorausstattung bilden. Die gerundete Chorwandung erhielt unterhalb der Fenster farbige Stoffbehänge, vor denen in der Südostecke eine Statue der Schmerzensmutter Aufstellung fand. Sie wurde als derbe Figur mit eigentümlichem Faltenwurf ihres Gewandes beschrieben und soll dem 18. Jahrhundert entstammen.
Die Westseite des Langhauses ziert eine Orgel, die bei einer der letzten Überarbeitungen in einen neugotischen Prospekt eingebettet wurde.

## Die Kirche in und nach den Weltkriegen
Drei im Ersten Weltkrieg konfiszierte Glocken (eine verblieb) konnten im Februar 1926 teilweise durch zwei neue ersetzt werden. Im Jahr 1931 wurde eine vierte Glocke gestiftet, die das Geläut wieder komplettierte. Dies war jedoch nicht von langer Dauer. Im März 1942 wurden erneut drei Glocken beschlagnahmt. Noch zum Ende des Krieges, im März 1945, hatten die alliierten Bomber nur vereinzelt Schaden angerichtet. Als Uckendorf in den Bereich der heranrückenden feindlichen Artillerie geriet, erhielten durch andauernden Beschuss viele Häuser, aber auch Schule, Pastorat und die Kirche schwere Treffer. Es dauerte bis zum März 1958, bis der Kirche – erneut durch eine Stiftung – zwei neue Glocken übergeben wurden.
Die einstige Kapellen-  und spätere Kirchengemeinde Sieben Schmerzen Mariens Uckendorf, deren Gründung sich 2019 zum 300. Male jährt, kämpfte über lange Zeit für die Erlangung der Selbstständigkeit ihrer Pfarrkirche. Sie ist heute dem Kirchenverband Niederkassel-Nord angeschlossen, einem Seelsorgebereich der Pfarrkirchen im Kreisdekanat Rhein-Sieg-Kreis.